# 이가혁
이가혁은 대한민국의 기자이다.

## 학력
- 서울대학교 영어교육과

## 경력
- 중앙일보 사회부 기자
- JTBC 기동팀 기자
- JTBC 법조팀 기자
- JTBC 정치팀 기자
- JTBC 사회1부 기자
- JTBC 뉴스콘텐트국 뉴스담당 라이브뉴스팀 기자
- JTBC 뉴스콘텐트국 뉴스담당 밀착팀장
- JTBC 보도본부 보도국 제작부국 시사제작부장

## 방송
- 2017년 1월 ~ 2017년 8월 : JTBC 뉴스 (11:55)
- 2019년 7월 ~ 2020년 11월 : JTBC 뉴스룸 - 팩트체크
- 2022년 9월 ~ 2022년 10월 : 이 시각 뉴스룸
- 2022년 11월 ~ 2023년 12월 : 상암동 클라스
- 2023년 9월, 2024년 12월, 2024년 12월 : JTBC 뉴스룸 - 임시 진행 (주말)
- 2024년 1월 ~ 2024년 6월 : 뉴스들어가혁
- 2024년 7월 ~ 2025년 7월 : JTBC 뉴스룸 - 밀착카메라
- 2025년 7월 ~ : 이가혁 라이브